# Winstano Luis Orozco
Wistano Luis Orozco (1856-1927) fue un político, abogado y gobernador interino de Colima.

## Partido Liberal Mexicano
Nació en San Cristóbal de la Barranca, Jalisco, en 1856. Estudió en el Seminario Conciliar de Guadalajara, para después graduarse como abogado en 1884. Durante los últimos años del Porfiriato, fue miembro del Partido Liberal Mexicano, de tal manera que fue objeto de persecuciones e incluso fue encarcelado por criticar al gobierno de Francisco Tolentino. Ya en libertad, se refugió en la ciudad de San Luis Potosí, donde nuevamente fue encarcelado por el gobernador porfirista Blas Escontría y Bustamante por una crítica que escribiera contra él. Cuando el triunfo de Francisco I. Madero, intentó ser diputado federal, pero no pudo alcanzar el triunfo, por lo que decidió ejercer su profesión en Jalisco. 

## Revolución Mexicana
Fue nombrado magistrado del Supremo Tribunal de Justicia de Jalisco durante el maderismo, por lo que, al golpe de Estado de Victoriano Huerta, durante el amparo a Roque Estrada Reynoso e Ignacio Ramos Praslow, quienes habían sido acusados de conspiración, y, al obtener su libertad lograron escapar. Sabedor de que dicha acción era del desagrado del gobernador José López Portillo y Rojas, Orozco pidió su retiro. Se dirigió a Colima y al arribo de las fuerzas obregonistas fue nombrado gobernador provisional en julio de 1914, sin embargo las diferencias que éste tuvo con el comandante militar Juan José Ríos, lo hicieron renunciar.

## Villismo
Cuando Francisco Villa tomó Guadalajara, sus hijos Napoleón y David se enrolaron en el villismo, por lo que Manuel M. Diéguez lo envió preso a la cárcel. Los constantes ataques villistas obligaron a Diéguez a retirarse del estado, lo que hizo que Wistano fuera liberado y acompañara al Ejército  villista cuando éstas abandonaron definitivamente el territorio de Jalisco. Se estableció en Ciudad del Maíz, San Luis Potosí, donde fue protegido por los generales Saturnino Cedillo y Magdaleno Cedillo, para quienes elaboró proyectos de reparto agrario. A la caída del villismo, y ya derrotados los Cedillo, fue hecho prisionero por el general Francisco Carrera Torres, quien lo envió a Tampico, Tamaulipas.
Obtiene su libertad gracias a la ayuda de Luis Ramírez de Alba y se dedicó a ejercer la abogacía en Tampico por varios años. Ya de regreso a Guadalajara, vivió gracias a una pensión al lado de su hijo Moisés, en condiciones de pobreza y sin reconocimiento alguno como ideólogo de la cuestión agraria en México. Publicó Legislación y jurisprudencia sobre terrenos baldíos, en 1895; La cuestión agraria, en 1911 y Los ejidos de los pueblos, en 1914, que posteriormente sería llamado La organización de la República. Murió en 1927.

## Pensamiento
Wistano Luis Orozco criticó severamente desde sus comienzos a las Leyes de Colonización y de Terrenos Baldíos expedidas por Porfirio Díaz, ya que la expropiación, lejos de utilizarse para el bien de la nación le permitió que el  60% de las tierras del país se acumularan en manos de unas cuantas familias dejando en la miseria a millones de mexicanos. 
Durante la Revolución Mexicana, estuvo en contra de las propuestas de Andrés Molina Enríquez, ya que según él proponían un reparto agrario forzado con parcelas no mayores de 500 hectáreas. Orozco consideró que la propiedad bien repartida contribuía a la prosperidad y bienestar de las sociedades y que las grandes acumulaciones de tierra en una sola mano causan la ruina y la degradación de los pueblos. Además, propuso que las parcelas tuvieran como mínimo 86 hectáreas y como máxima en el caso de ganado mayor, de 8,775 ha. Orozco puntualizó que "no se trata de hacer a todos propietarios de parcelas minúsculas e ineficientes, sino de permitir el bienestar campesino y el equilibrio social, creando las condiciones para dignificar la vida de las familias campesinas". Además, señaló la necesidad de restablecer los ejidos a los pueblos y restituir de sus tierras a los indígenas.
| Predecesor: Juan José Ríos | Gobernador de Colima 1914 | Sucesor: Esteban Baca Calderón |

- Datos: Q6167987